# Jeremy Wotherspoon
Pour les articles homonymes, voir Wotherspoon.
Jeremy Lee Wotherspoon, né le 26 octobre 1976 à Humboldt, est un patineur de vitesse canadien concourant sur les distance du 500 mètres et 1000 mètres. Au cours de sa carrière, il a remporté une médaille d'argent aux jeux olympiques d'hiver de 1998 à Nagano (Japon) sur l'épreuve du 500 mètres derrière le Japonais Hiroyasu Shimizu. Il a par ailleurs remporté le titre de champion du monde du sprint en 1999, 2000, 2002 et 2003, le titre de champion du monde du 500 mètres en 2003, 2004 et 2008, celui du 1000 mètres en 2001. Enfin, Il a remporté à plusieurs reprises le classement général de la coupe du monde - à huit reprises le classement du 500 mètres en 1998, 1999, 2000, 2002, 2003, 2004, 2005 et 2008 ; et à cinq reprises le classement du 1000 mètres en 1998, 1999, 2000, 2001 et 2015. Il arrête sa carrière après les Jeux de Vancouver pour devenir entraîneur.

## Palmarès
| Année | Jeux olympiques    | Championnats du monde simple distance | Championnats du monde de sprint | Champ. juniors | Coupe du monde         |
| ----- | ------------------ | ------------------------------------- | ------------------------------- | -------------- | ---------------------- |
| 1995  |                    |                                       |                                 | 16e            |                        |
| 1996  |                    | Éliminé 500m                          |                                 | 14e            |                        |
| 1997  |                    | 10e 500m 4e 1000m                     | 9e                              |                |                        |
| 1998  | 500m 6e 1000m      | 500m 1000m                            | Argent                          |                |                        |
| 1999  |                    | 20e 500m 23e 500m                     | Or                              |                | 500m 1000m             |
| 2000  |                    | 500m 4e 1000m                         | Or                              |                | 500m 1000m             |
| 2001  |                    | 500m 1000m                            | Bronze                          |                | 500m 1000m             |
| 2002  | NF1 500m 13e 1000m |                                       | Or                              |                | 500m 1000m             |
| 2003  |                    | 500m 9e 1000m                         | Or                              |                | 500m 1000m             |
| 2004  |                    | 500m 1000m                            | Argent                          |                | 11e 100m 500m 4e 1000m |
| 2005  |                    | 500m 8e 1000m                         | Argent                          |                | 16e 100m 500m 4e 1000m |
| 2006  | 9e 500m 11e 1000m  |                                       | 42e                             |                | 4e 500m 1000m          |
| 2007  |                    |                                       |                                 |                |                        |
| 2008  |                    | 500m 4e 1000m                         | Argent                          |                | 24e 100m 500m 5e 1000m |
| 2009  |                    |                                       |                                 |                |                        |
| 2010  | 9e 500m 14e 1000m  |                                       |                                 |                |                        |